# Willeke van Ammelrooy
Willy Geertje van Ammelrooij, connue sous le nom de Willeke van Ammelrooy, est une actrice néerlandaise née le 5 avril 1944 à Amsterdam.

## Biographie

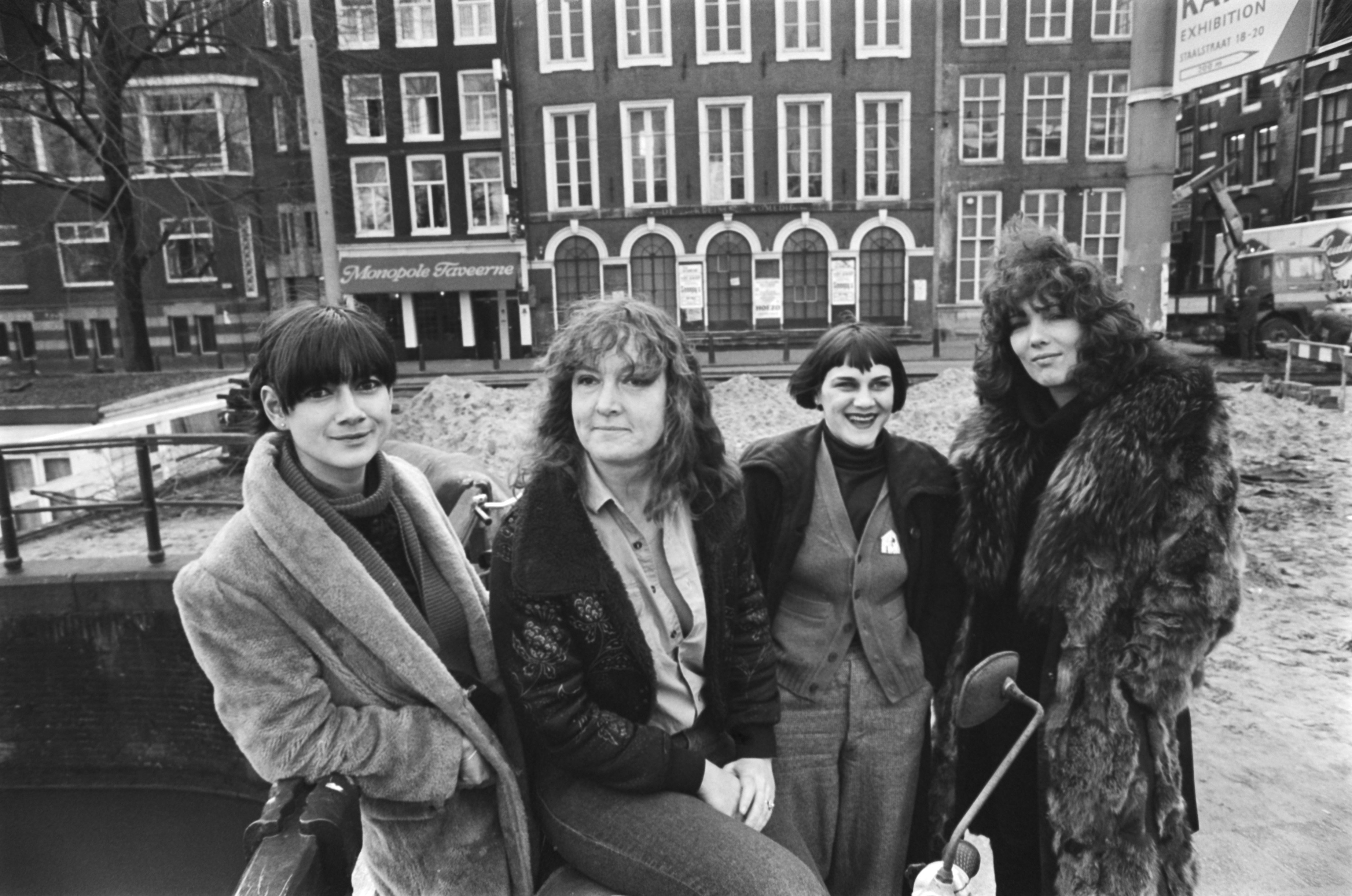
Les actrices Judith Hees, Germaine Groenier, Jess Vriens et Willeke van Ammelrooy dans l'Amstel en 1977

Après avoir été la compagne du réalisateur français Jean-Marie Pallardy, Willeke van Ammelrooy s'est mariée avec le chanteur d'opéra Marco Bakker. Elle est la mère de Denise Janzee, qu'elle a eue avec le sculpteur Leendert Janzee.

## Filmographie
- 1971 : Mira de Fons Rademakers : Mira
- 1972 : Louisa, un mot d'amour de Paul Collet et Pierre Drouot
- 1972 : Dernier appel (L'assassino... è al telefono) d'Alberto De Martino : Dorothy
- 1972 : De inbreker
- 1973 : Frank en Eva
- 1974 : Dakota
- 1974 : Help! de dokter verzuipt
- 1974 : Alicia
- 1975 : La Donneuse
- 1975 : L'Année du cancer de Herbert Curiel
- 1975 : L'arrière-train sifflera trois fois de Jean-Marie Pallardy
- 1975 : L'amour aux trousses de Jean-Marie Pallardy
- 1975 : Règlements de femmes à OQ Corral de Jean-Marie Pallardy
- 1976 : Wan Pipel
- 1979 : Grijpstra en de Gier
- 1981 : Een vlucht regenwulpen (nl)
- 1982 : Le Toit de la baleine (Het dak van de walvis) : Eva
- 1983 : L'Ascenseur (De Lift) de Dick Maas
- 1983 : Herenstraat 10 (nl) (série télévisée)
- 1984 : Ciske le filou
- 1986 : Op hoop van zegen
- 1990 : Koko Flanel
- 1992 : Alleen maar vrienden
- 1995 : Antonia et ses filles de Marleen Gorris (Oscar du meilleur film étranger)
- 2001 : Lijmen/Het been de Robbe De Hert
- 2003 : De Schippers van de Kameleon (nl)
- 2004 : Bob et Bobette : Le Diamant sombre
- 2006 : Entre deux rives
- 2008 : Bride Flight de Ben Sombogaart
- 2012 : Beatrix, Oranje onder vuur (nl) : la reine Juliana (série télévisée)